# Utopija
Utopija je opis skupnosti, ki poseduje zelo želene ali skoraj popolne kvalitete. Besedo je skoval Thomas More v grščini za svojo knjigo Utopija iz leta 1516, v kateri opisuje namišljeno otoško skupnost v Atlantskem oceanu. Termin opisuje tako namenske skupnosti v poskusu ustvarjenja popolne družbe, kot tudi namišljene skupnosti, prikazane v fikciji. Spodbudila je tudi nove koncepte, najbolj znan je antiutopija.